# Aakvlaai
De Aakvlaai is de naam van een polder ten westen van Hank die aansluit bij de Brabantse Biesbosch. De polder meet 183 ha. Eigenaar is Staatsbosbeheer.
Deze polder werd vanaf 1999 ingericht tot natuur- en recreatiegebied, deels om te compenseren voor het afsluiten van een aantal vaarwegen in de eigenlijke Biesbosch. Ten behoeve van de watersport is hier een netwerk van kreken en eilandjes gecreëerd, met aanlegsteigers en strandjes. Vanaf de nabijgelegen jachthaven Vissershang kan men dit gebied bevaren.
Op de eilanden en langs de kreken ontwikkelt zich de natuur. Lepelaar, kleine- en grote zilverreiger en ijsvogel zijn er gesignaleerd en ook de bever komt er voor.
Tijdens graafwerkzaamheden werd het wrak van een tjalk gevonden, die ooit gebruikt werd om riet en biezen te vervoeren. Dit wrak is nog aanwezig, maar ondertussen met begroeiing overwoekerd. Ook zijn nog restanten van de vroegere boerderij De Steen van Kloosteroord te vinden, die op een terp gelegen was.